# Traminer aromatico
Il Traminer aromatico o Termeno aromatico o Gewürztraminer è un vitigno a bacca rosa.
È coltivato soprattutto in Trentino-Alto Adige (specialmente lungo la strada del vino), Friuli-Venezia Giulia e Francia (che ne produce la maggiore quantità) in particolare nella regione dell’Alsazia; ne esistono due tipi: un traminer aromatico, o rosa, e un traminer rosso.

## Storia

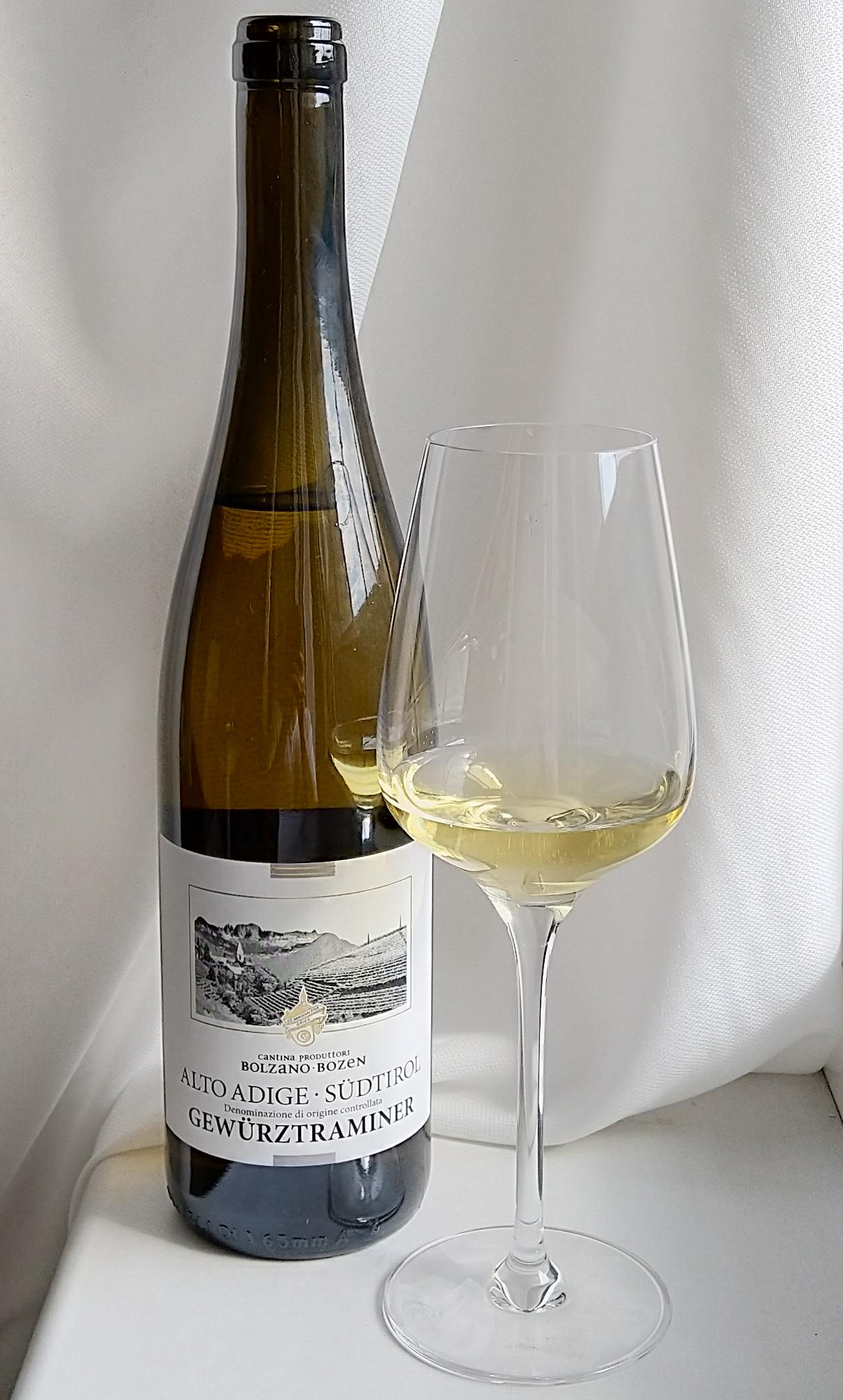
Gewürztraminer Alto Adige

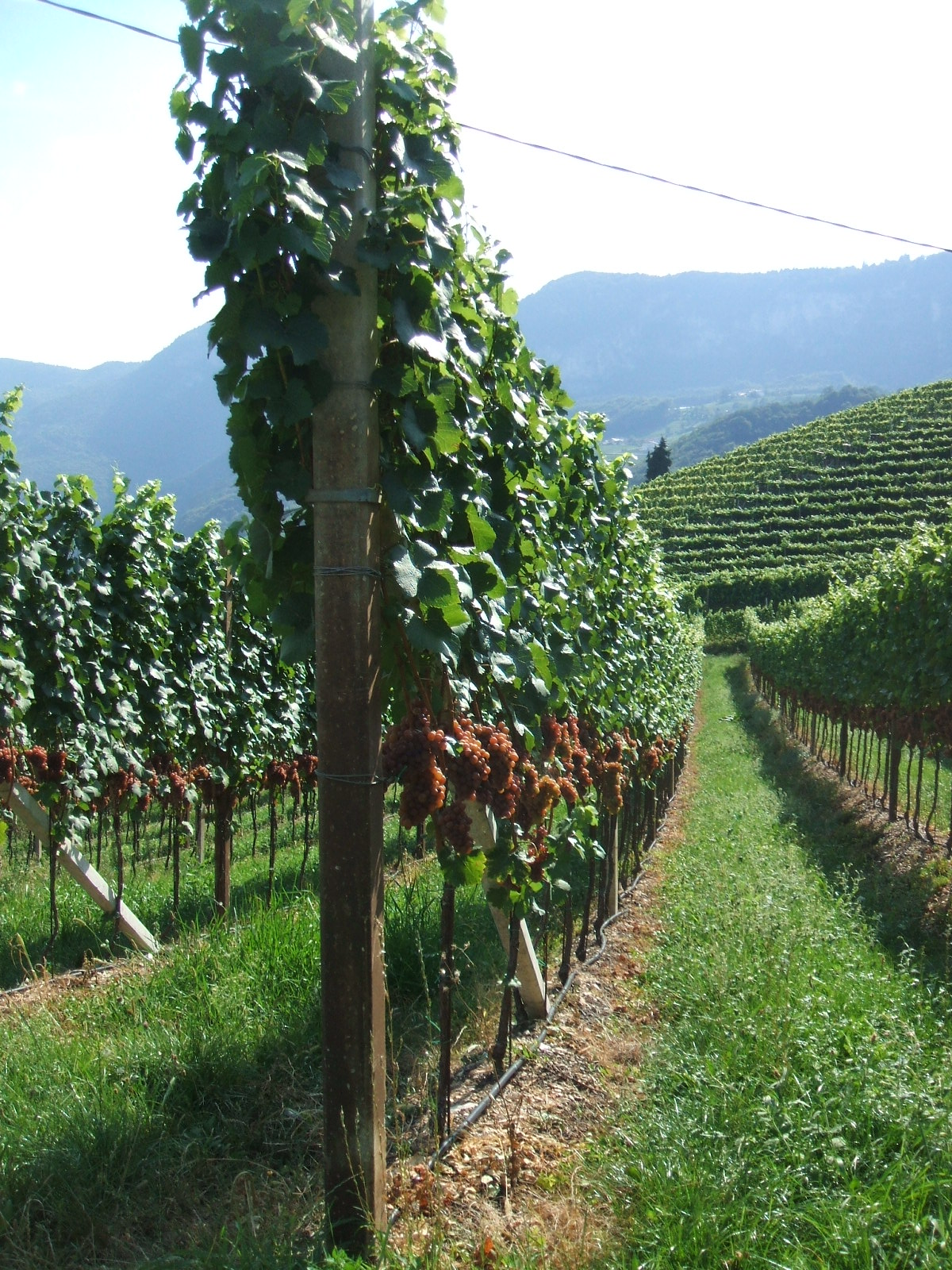
Esempio di filare di Gewürztraminer

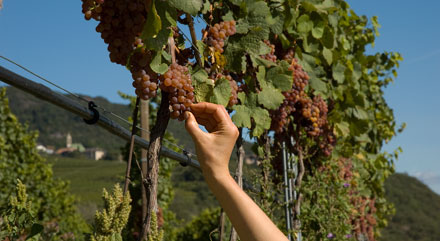
Vitigno di Traminer aromatico a Termeno, località a cui deve il suo nome

Il Traminer era ben noto e sufficientemente diffuso attorno al XII secolo ma nei secoli successivi perse la sua notorietà. Negli ultimi decenni è stato riscoperto grazie anche al particolare vitigno aromatico: profumo di petali di rosa, garofani, litchi e frutti tropicali.
In Alto Adige viene maggiormente coltivato in Bassa Atesina, cioè tra Termeno e Cortaccia soprattutto a pergola, ma più recentemente a spalliera su terreni argillosi e calcarei. 
Il vino viene preferibilmente servito a 10-12 °C.
Vinificato in purezza (cioè utilizzando solo questo vitigno), o in unione con altri vitigni, dà vita alle seguenti DOC italiane: "Trentino Doc" (Trentino Traminer aromatico), "Alto Adige Doc"  (Alto Adige Traminer aromatico), "Colli Orientali del Friuli Doc" (Colli Orientali del Friuli Traminer aromatico), "Carso Traminer Doc" (Carso Traminer), "Collio Goriziano o Collio Doc" (Collio Goriziano Traminer aromatico), "Friuli Grave Doc" (Friuli Grave Traminer aromatico), "Friuli Isonzo, o Isonzo del Friuli Doc" (Friuli Isonzo Traminer aromatico), "Friuli Annia Doc" (Friuli Annia Traminer aromatico), "Friuli Latisana Doc" (Friuli Latisana Traminer aromatico), "Friuli Aquileia Doc" (Friuli Aquileia Traminer aromatico superiore).
Le sue uve di colore rosato, rossastro, sono utilizzate solo per la vinificazione e quindi non sono utilizzate per il consumo come uva da tavola. Per quanto riguarda l'origine del vitigno, è probabile che sia nato da incroci di varietà di vitigni selvatici dell'Europa centrale e centro orientale.
Il colore del vino che se ne trae è giallo paglierino, il profumo ricorda spezie e canditi, il gusto è dolce e aromatico. 
Si definisce aromatico (profumo primario) quel gusto che riporta, nel ricordo, il gusto dell'uva (sono aromatiche, oltre al Traminer aromatico, le seguenti uve: i Moscato, le Malvasie, il Riesling renano e le uve Brachetto).

## Nome e pronuncia
Il nome originale di Traminer aromatico è Gewürztraminer (o anche Gewürzer, in forma abbreviata), nome dovuto alla forte presenza della lingua tedesca in Alto Adige. 
La prima parte della parola gewürz deriva dal tedesco col significato di "spezia", ma in questo caso si vuole più precisamente indicare l'atto di "aromatizzare", si tratta infatti di un vino molto aromatico. La seconda parte della parola, traminer, deriva dal tedesco Tramin, cioè in italiano Termeno (Termeno sulla Strada del Vino), un comune italiano della provincia di Bolzano in Trentino-Alto Adige. È proprio in quest'area che nasce il vino Gewürztraminer Alto Adige DOC.
La pronuncia corretta del nome, seguendo l'alfabeto fonetico internazionale, è: ɡəˈvʏʁʦtʀaˌmiːnɐ.

## Produzione
- Francia: 3.040 ha, di cui 3.036 ha solo in Alsazia (2007)
- Stati Uniti d'America: California 636 ha[6] (1.590 acri), Oregon 700 ha
- Germania: 831 ha (1950)
- Austria: 700 ha
- Australia: 840 ha[7]
- Italia: 572 ha, di cui 150 ha in Alto Adige[4]
- Sudafrica: 300 ha
- Nuova Zelanda: 316 ha (2008)[8]
- Croazia: 200 ha
- Svizzera: 50 ha (2014)[9]
- Lussemburgo: 19,4 ha (2008)[10]
- Canada
- Alture del Golan